# Lucien Dällenbach
Pour les articles homonymes, voir Dallenbach.
Lucien Dällenbach, né le 1er décembre 1940 à Neuchâtel et mort le 7 mai 2025 à Chêne-Bougeries, est un professeur de littérature et essayiste suisse.

## Biographie
Lucien Dällenbach a été professeur de littérature française moderne et de théorie littéraire à l’université de Genève et à l’école polytechnique fédérale de Zurich. Il est mort le 7 mai 2025.

## Œuvres
- Le Livre et ses miroirs dans l’œuvre romanesque de Michel Butor, Caen, France, Éditions Lettres modernes Minard, 1972, 120 p. (BNF 35233821)
- Le récit spéculaire: essai sur la mise en abyme, Paris, Éditions du Seuil, coll. « Poétique », 1977, 247 p.  (ISBN 978-2-02-004556-8)[2]
- Sur Claude Simon, avec Roger Dragonetti, Georges Raillard, Jean Starobinski, Paris, Éditions de Minuit, 1987, 128 p.  (ISBN 978-2-7073-1121-4)
- Claude Simon, Paris, Éditions du Seuil, 1988, 217 p.  (ISBN 978-2-02-034283-4)
- La Canne de Balzac, Paris, José Corti Éditions, coll. « Les Essais », 1996, 218 p.  (ISBN 978-2-7143-0570-1)[3]
- Butor aux quatre vents, (dir.), Paris, José Corti Éditions, 1997, 215 p.  (ISBN 978-2-7143-0627-2)
- Mosaïques: un objet esthétique à rebondissement, Paris, Éditions du Seuil, coll. « Poétique », 2001, 181p.  (ISBN 2-02-048601-6)[4]
- Claude Simon à New York, Carouge-Genève, Suisse, Éditions Zoé, 2013, 128 p.  (ISBN 978-2-88182-902-4)[5]